# Enterprise Center
L'Enterprise Center és un palau d'esport ubicat al centre de Saint Louis, Missouri. Amb una capacitat de 18.400 espectadors, és la seu dels St. Louis Blues de la National Hockey League, però també és utilitzat per altres funcions, incloent-hi partits de la NCAA, concerts i competicions de lluita lliure professional.
El palau va obrir el 1994 com el Kiel Center. Va passar a anomenar-se Savvis Center, Scottrade Center i Enterprise Center. El darrer va ser anunciat el 21 de maig 2018, pels St. Louis Blues i representants d'Enterprise Holdings, una empresa amb seu a Saint Louis.

## Història
El palau va obrir el 1994 al mateix lloc on estava situat anteriorment el Kiel Auditorum (enderrocat el 1992), on la Universitat de Saint Louis disputava els seus partits de basquetbol. Els St. Louis Blues es van traslladar des de la St. Louis Arena al nou Kiel Center el 1994, però no serien el primer equip professional a jugar un partit al palau, cohibit per una vaga dels jugadors de la NHL. Per tant, el St. Louis Ambush, un equip de futbol sala, va avencar-se i va inaugurar el Kiel Center.
Des d'aleshores, el palau ha canviat de nom tres vegades, anomenant-se Kiel Center (1994-2000), Savvis Center (2000-2006), Scottrade Center (2006-2018) i Enterprise Center. Tants canvis de nom han resultat en l'estació adjacent del MetroLink anomenant-se simplement Civic Center (Centre Cívic).

## Galeria

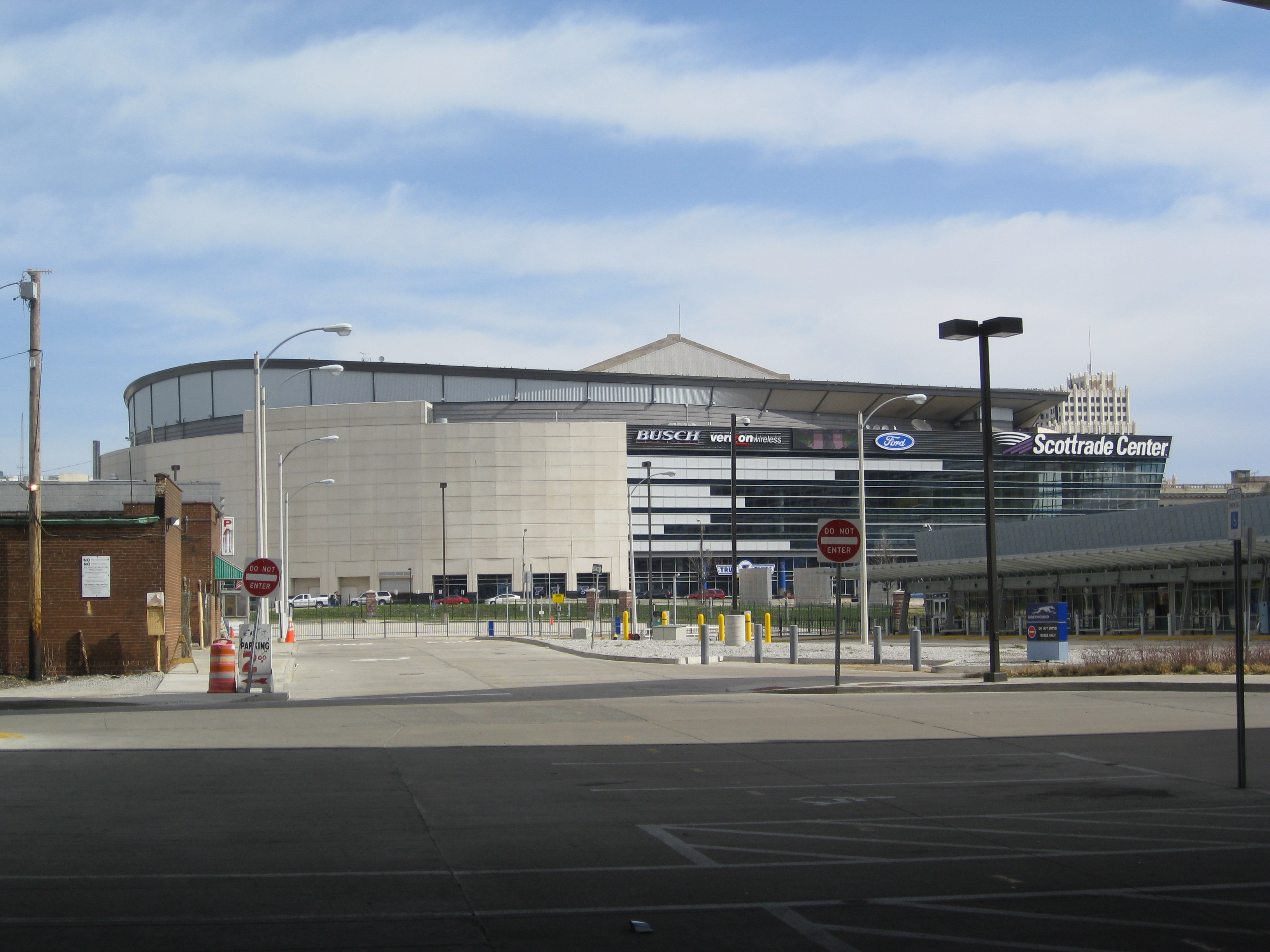
L'Enterprise Center el 2010
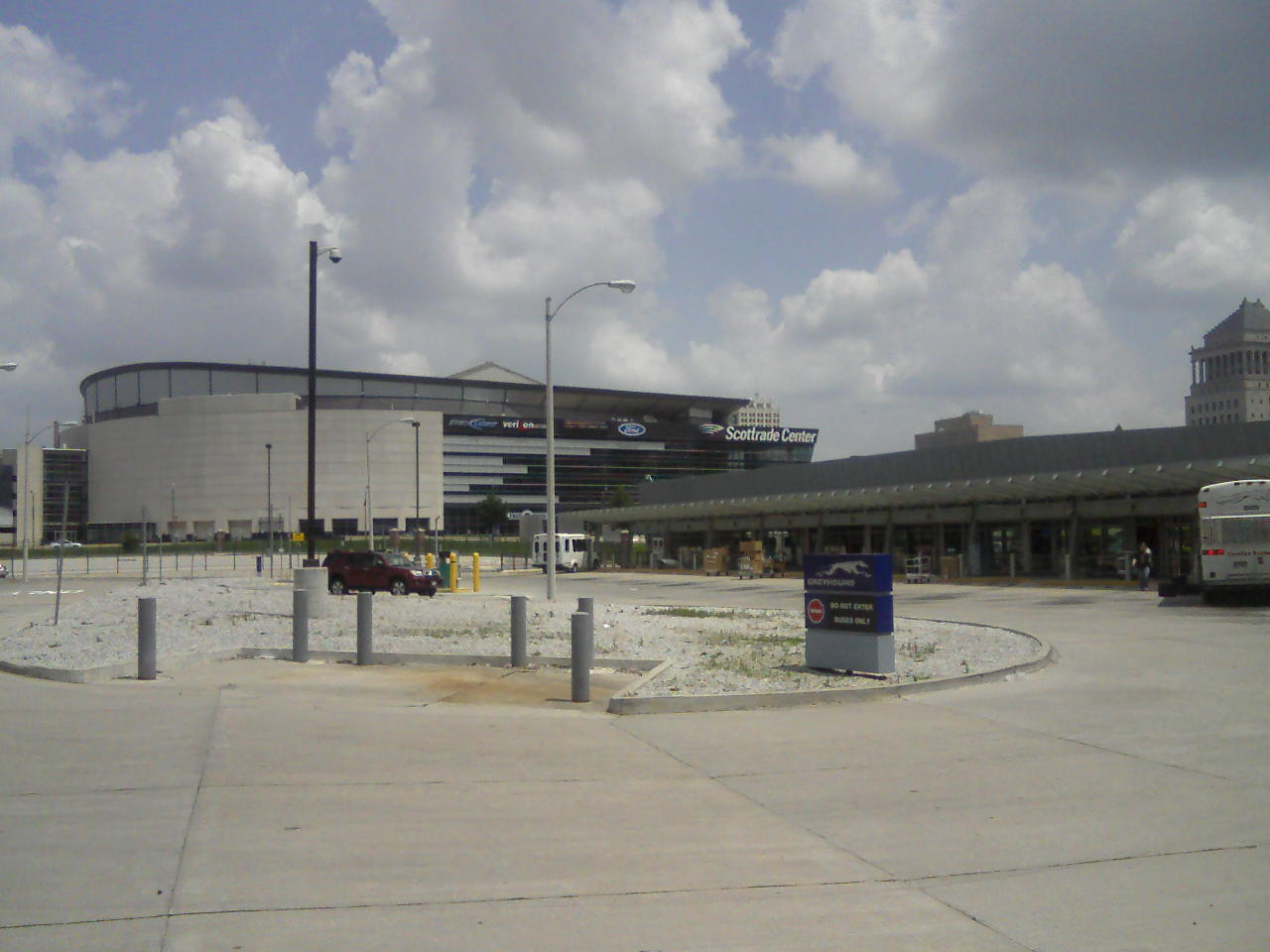
L'Enterprise Center, vist des del Gateway Transportation Center el 2010
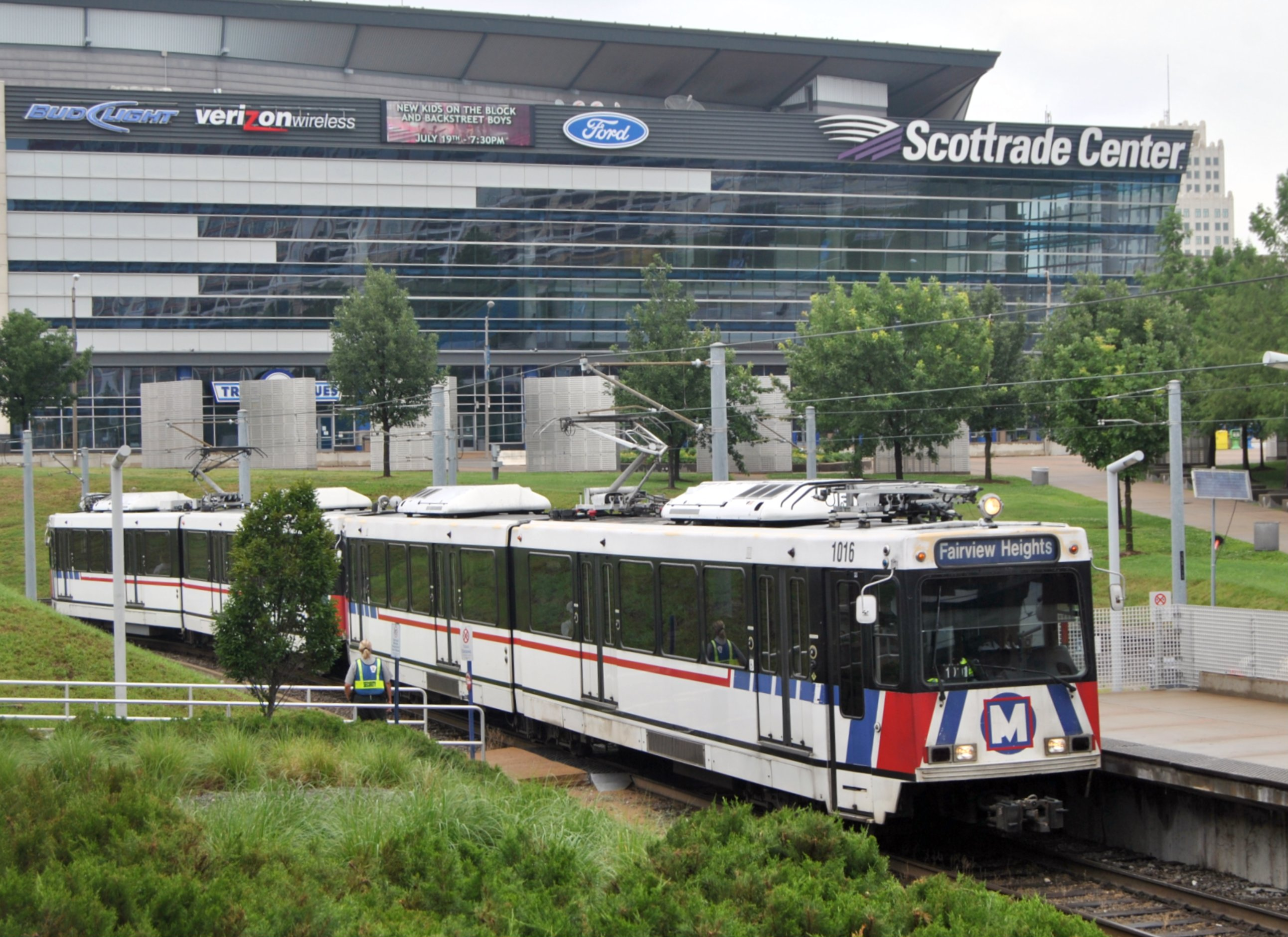
L'Enterprise Center, vist des de l'estació de MetroLink el 2011
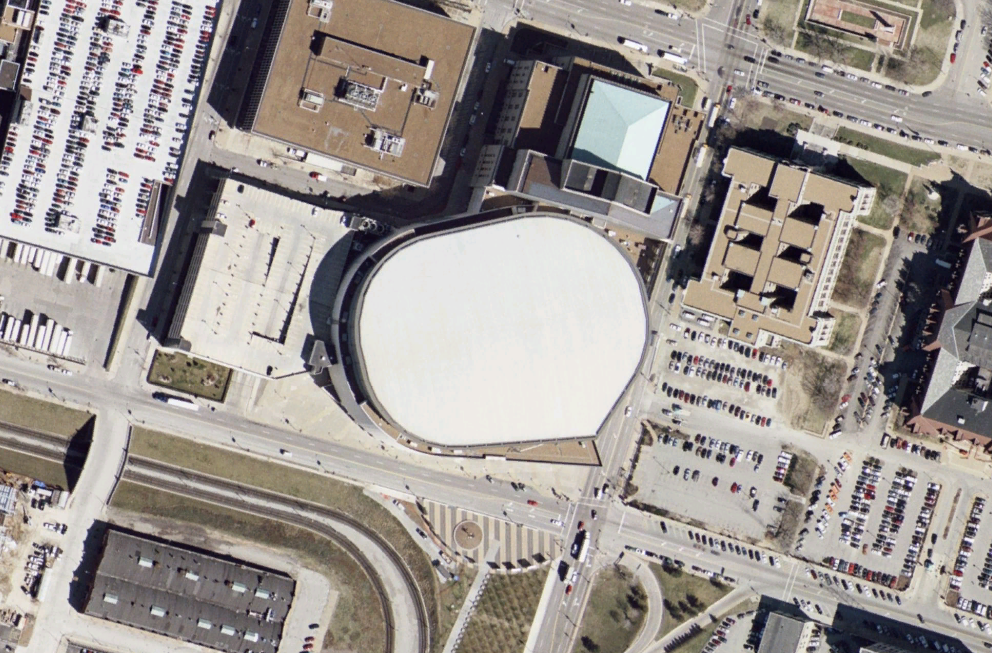
Una vista aèria de l'Enterprise Center